# Rhabdomastix (Rhabdomastix) subparva
Rhabdomastix (Rhabdomastix) subparva is een tweevleugelige uit de familie steltmuggen (Limoniidae). De soort komt voor in het Palearctisch gebied.